# Christopher Meyer
Christopher Meyer (West Palm Beach, 16 ottobre 1996) è un attore statunitense noto principalmente per aver interpretato Mario nel thriller fantascientifico Fox Wayward Pines, Canaan Greene nella commedia drammatica HBO Max The Sex Lives of College Girls e Anton Gatewood nella serie drammatica Showtime The Affair - Una relazione pericolosa.

## Biografia
Christopher Meyer è nato a West Palm Beach, Florida; appassionatosi alla recitazione sin da bambino, crescendo ha frequentato la Bak Middle School of the Arts, dove conosce il suo agente, che lo convince in seguito a trasferirsi a Los Angeles per dedicarsi esclusivamente alla carriera recitativa. Nel 2012, circa due mesi dopo essersi trasferito, ottiene il ruolo di Danny Malloy nella soap opera General Hospital, raggiungendo una discreta notorietà ed apparendo in seguito come guest star in serie televisive quali Perception, iZombie e NCIS: New Orleans nonché nei film Kicks di Justin Tipping e All Day and a Night di Joe Robert Cole, oltre che nello spot televisivo Car Finder, per la nuova berlina Hyundai Genesis, al fianco di Kevin Hart.
Nel 2016 ottiene il ruolo ricorrente del soldato della Prima Generazione Mario in Wayward Pines, mentre nel corso del 2019 interpreta Anton Gatewood nella quarta stagione di The Affair - Una relazione pericolosa. Il 12 marzo 2021 è stato annunciato che si sarebbe unita al cast principale della commedia drammatica HBO Max di Mindy Kaling The Sex Lives of College Girls.

## Filmografia

### Cinema
- Kicks, regia di Justin Tipping (2016)
- Wolves - Il campione (Wolves), regia di Bart Freundlich (2016)
- Run, regia di Brandon Broussard - cortometraggio (2018)
- All Day and a Night, regia di Joe Robert Cole (2020)
- Atom, regia di Brandon Caruso - cortometraggio (2021)

### Televisione
- General Hospital - soap opera, 15 puntate (2012)
- Odd Kidds Out - serie TV, episodio 1x07 (2013)
- Perception - serie TV, episodio 2x12 (2014)
- iZombie - serie TV, 2 episodi (2015)
- The Soul Man - serie TV, episodio 4x08 (2015)
- Code Black - serie TV, episodio 1x06 (2015)
- NCIS: New Orleans - serie TV, 6 episodi (2015-2017)
- Grimm - serie TV, episodio 5x17 (2016)
- Wayward Pines - serie TV, 9 episodi (2016)
- Marlon - serie TV, episodio 1x03 (2017)
- The Fosters - serie TV, 12 episodi (2017-2018)
- The Rookie - serie TV, episodio 1x07 (2018)
- The Affair - Una relazione pericolosa (The Affair) - serie TV, 9 episodi (2018-2019)
- Innamorati pazzi (Mad About You) - serie TV, 2 episodi (2019)
- Tell Me a Story - serie TV, 8 episodi (2019-2020)
- God Friended Me - serie TV, episodio 2x13 (2020)
- Grey's Anatomy - serie TV, episodio 16x21 (2020)
- The Sex Lives of College Girls - serie TV, 23 episodi (2021-2025)
- Grown-ish - serie TV, 3 episodi (2022-2023)
- The Vince Staples Show - serie TV, episodio 1x01 (2024)
- Hal & Harper - serie TV, episodio 1x01 (2025)

## Doppiatori italiani
Nelle versioni in italiano delle opere in cui ha recitato, Christopher Meyer è stato doppiato da:
- Manuel Meli in iZombie, The Fosters e The Affair - Una relazione pericolosa
- Federico Ward in NCIS: New Orleans
- Federico Di Pofi in All Day and a Night
- David Chevalier in Wayward Pines